# ديمتريوس كريستودولو
ديمتريوس كريستودولو (بالإنجليزية: Demetrios Christodoulou)‏ (و. 1951 – م) هو رياضياتي، وفيزيائي، وأستاذ جامعي من الولايات المتحدة الأمريكية . ولد في أثينا.
وهو عضواً في الجمعية الرياضياتية الأمريكية، والأكاديمية الأمريكية للفنون والعلوم، والأكاديمية الوطنية للعلوم .

## التعليم
تعلم في جامعة برنستون

## مناصب وهيئات
أدار جامعة برنستون، وجامعة نيويورك.

## جوائز
حصل على جوائز منها:
- جائزة مؤسسة تومالا (2008)
- زمالة ماك آرثر
- زمالة غوغنهايم.